# Benassay
Benassay ist eine Commune déléguée in der französischen Gemeinde Boivre-la-Vallée mit 797 Einwohnern (Stand: 1. Januar 2022) im Département Vienne in der Region Nouvelle-Aquitaine. Die Einwohner werden Benasséens genannt.
Die Gemeinde Benassay wurde am 1. Januar 2019 mit La Chapelle-Montreuil, Lavausseau und Montreuil-Bonnin zur Commune nouvelle Boivre-la-Vallée zusammengeschlossen. Sie hat seither den Status einer Commune déléguée. Die Gemeinde Benassay gehörte zum Arrondissement Poitiers und zum Kanton Vouneuil-sous-Biard (bis 2015: Kanton Vouillé).

## Geographie
Benassay liegt etwa 23 Kilometer westlich von Poitiers am Ufer des Flusses Boivre. Umgeben wird Benassay von den Ortschaften Latillé im Norden, Lavausseau im Osten, Curzay-sur-Vonne im Süden, Sanxay im Südwesten, Les Forges im Westen sowie Vasles im Westen und Nordwesten.

## Bevölkerungsentwicklung
| Jahr                      | 1962 | 1968 | 1975 | 1982 | 1990 | 1999 | 2006 | 2013 |
| Einwohner                 | 951  | 839  | 756  | 694  | 704  | 789  | 834  | 873  |
| Quelle: Cassini und INSEE |      |      |      |      |      |      |      |      |

## Sehenswürdigkeiten
- Kirche von Nesde, Monument historique seit 1932
- Kirche Saint-Hilaire
- Waschhaus